# Herdegen (Pfreimd)
Herdegen ist ein Ortsteil der Stadt Pfreimd im Landkreis Schwandorf.

## Geografie
Herdegen liegt im mittleren Oberpfälzer Wald, rund sechs Kilometer östlich der Stadt Pfreimd auf einer Höhe von 525 Metern. Die Einöde liegt an der Gemeindeverbindungsstraße, die von Pamsendorf nach Fuchsendorf führt.

## Herdegen
Die Einöde Herdegen ist auf den Karten der Uraufnahmeblättern aus den Jahren um 1840 noch nicht aufgeführt. Es handelt sich um eine jüngere Siedlung. Im amtlichen Ortsverzeichnis von Bayern aus dem Jahre 1950 findet sich der Vermerk, dass der Name Herdegen noch nicht amtlich verliehen ist.

## Steuerdistrikt und Gemeindebildung
Das Königreich Bayern wurde 1808 in 15 Kreise eingeteilt. Diese Kreise wurden nach französischem Vorbild nach Flüssen benannt (Naabkreis, Regenkreis, Unterdonaukreis usw.). Die Kreise gliederten sich in Landgerichtsbezirke. Die Bezirke wiederum sollten in einzelne Gemeindegebiete eingeteilt werden. 1811 wurde das Landgericht Nabburg in 58 Steuerdistrikte eingeteilt. Einer davon war Hohentreswitz. Im Jahre 1828 gab es in der Landgemeinde Hohentreswitz 37 Wohngebäude mit 42 Familien und 187 Einwohnern. Folgende Ortschaften, Weiler und Einöden gehörten zur Gemeinde: Aspachmühle, Hohentreswitz und Stelzmühle. Herdegen ist im Jahre 1950 noch nicht amtlich benannt, die Einöde existiert aber schon. Am 1. Mai 1978 erfolgte die Eingliederung der Gemeinde Hohentreswitz in die Stadt Pfreimd. Die Einöde Herdegen liegt seit diesem Zeitpunkt im Verwaltungsbereich der Stadt Pfreimd.